# 江東区立深川第六中学校
江東区立深川第六中学校（こうとうくりつ ふかがわだいろくちゅうがっこう）は、東京都江東区平野三丁目に所在する区立中学校。

## 概要
1952年に開校。2022年に開校70年を迎える。通称は「深川六中」もしくは「六中」。全校生徒数271名（1年90名・2年103名・3年78名、2021年11月）。学区域の元加賀小学校、明治小学校（2002年迄は白河小学校で同年に白河小学校は明治小学校と統合された）からの生徒が多数を占めるが、近年は学年によっては学校選択制により他学区から流入して来る生徒も多い。

## 沿革
- 1952年4月1日 - 開校、初代校長　深沢慶雄就任。
- 1952年5月 - PTA結成。
- 1957年11月 - 校歌制定。
- 1960年4月 - 島田義雄校長就任。
- 1962年4月 - 浄園満成校長就任。
- 1965年4月 - 河辺武士校長就任。
- 1965年9月 - 後援会設立。
- 1967年4月 - 松岡午郎校長就任。
- 1967年8月 - 後援会を教育振興会と名称変更。
- 1968年6月 - 給食室工事完了・完全給食実施。
- 1970年4月 - 宮野健一校長就任。
- 1970年8月 - プール竣工。
- 1972年3月 - 新校舎建設工事完了。
- 1973年4月 - 南雲治政校長就任。
- 1974年3月 - 体育館落成。
- 1977年4月 - 黒田洸一校長就任。
- 1980年4月 - 吉原永則校長就任。
- 1985年4月 - 茂木辰雄校長就任。
- 1989年4月 - 森泉久男校長就任。
- 1992年4月 - 永田元哉校長就任。
- 1992年11月 - コンピューター教室設置。
- 1995年4月 - 堀内比佐子校長就任。
- 1999年9月 - 校舎内装工事完了。
- 2000年4月 - 春藤総明校長就任。
- 2001年3月 - 校庭改修工事完了。
- 2006年4月 - 松本浩二校長就任。
- 2007年 - 校庭耐震工事完了。
- 2010年4月 - 五関浩二校長就任。
- 2012年1月 - 大規模改修工事完了。
- 2013年4月 - 加藤光一校長就任。

## 部活動

### 運動部
- バドミントン部
- 陸上競技部
- バスケットボール部
- 卓球部
- サッカー部

### 文化部
- 吹奏楽部
- 和太鼓部
- 美術部
- 技術部
- 書道部

## 学校行事
- 移動教室（富士見高原学園）
- 修学旅行（京都・奈良→平成24年度からは東北地方へ）
- 夏季勉強合宿（国立中央青少年交流の家「富士のさと」）（平成24年度からは未定）
- 運動会
- 遠足
- 文化祭
- 全校駅伝大会
- 卒業を祝う餅つき会

## 交通
- 東京メトロ半蔵門線・都営地下鉄大江戸線清澄白河駅
- 都営バス業10、東20系統「東京都現代美術館前」バス停

## PTA活動

### PTA組織
- 本部役員（会長、副会長、書記、会計、行事推進）
- 学級代表部
- 広報部
- 校外部

### PTAクラブ活動
- バレーボール部
- ソフトボール部
- フットサル部

### PTA活動内容
- 役員会（毎月1回）
- 実行委員会（毎月1回）
- PTAかわら版発行（毎月1回）
- 広報紙発行（年数回）
- おはよう運動（登校してくる生徒と校門で朝の挨拶）
- 夜間パトロール
- 六中まつり開催

## 著名な卒業生
- 坂田和人（オートバイレーサー）
- 湯原昌幸（歌手、俳優）
- 納谷幸男（プロレスラー）
- 高橋富雄（富岡八幡宮神輿総代連合会会長）
- 川北直人（江東区議会議員）
- 栗原希（フルート奏者）